# Die schwarze Hand der Mafia
Die schwarze Hand der Mafia (Originaltitel: Inside the Mafia) ist ein US-amerikanischer Kriminalfilm aus dem Jahr 1959 und wird dem Genre des Film noir zugeordnet. Auch wenn Namen und Handlung des Filmes großteils fiktiv sind, ist der Anfang des Filmes dem Mord am Mafioso Albert Anastasia und dem darauffolgenden berühmten Apalachin-Meeting nachempfunden.

## Handlung
Eine fiktive Handlung über die amerikanische Cosa Nostra in den Vereinigten Staaten in einer Welt mit skrupellosen Gangstern und deren Gewaltanwendung zur Übernahme von Geschäften im kriminellen Milieu.

## Kritik
Das Lexikon des internationalen Films urteilt, der Film sei ein „[r]outiniert inszenierter Gangsterfilm“.